# Aemilia et Liguria
L'Aemilia et Liguria fu una suddivisione amministrativa dell'Impero romano, nata a seguito della riforma delle province promulgata dall'imperatore Diocleziano. Formata dall'unione delle precedenti Regio VIII Aemilia e Regio XI Transpadana (la quale prese il nome di Liguria in seguito all'unione della Regio IX Liguria alle Alpi Cozie), fece parte della dioecesis Italiciana e successivamente (a seguito della riforma di Costantino I) del vicariato dell'Italia Annonaria; fu retta da un Consularis. La parte orientale dell'antica Regio VIII Aemilia (la Romagna) entrò a far parte della provincia di Flaminia et Picenum annonarium. Tra la fine del IV secolo e gli inizi del V secolo, come attestato dalla Notitia Dignitatum (395/420), la Aemilia et Liguria fu scissa nelle due province separate di Aemilia e di Liguria.

## Governatori
Consulares
- Giunio Rufo (321)
- Ulpio Flaviano (323)
- Gaio Giulio Rufiniano Ablabio Taziano
- Dulcizio
- Aurelio Ambrogio (374)